# آنسة ستيفنز
آنسة ستيفنز (بالإنجليزية: Miss Stevens) هو فيلم دراما تم إنتاجه في الولايات المتحدة وصدر في سنة 2016. الفيلم من إخراج جوليا هارت وكتابة جوليا هارت وجوردون هورويتز. من بطولة ليلي رابي وأوسكار نونيز وروب هيوبيل وتيموثى شالميت وليلي رينهارت.

## القصة
معلمة تصحب مجموعة من طلابها إلى مسابقة الدراما.

## الممثلون
- ليلي رابي (بدور: آنسة ستيفنز)
- تيموثى شالميت (بدور: بيلي)
- ليلي رينهارت (بدور: مارجوت)
- روب هيوبيل (بدور: والتر)

## روابط خارجية
- آنسة ستيفنز على موقع IMDb (الإنجليزية)
- آنسة ستيفنز على موقع ميتاكريتيك (الإنجليزية)
- آنسة ستيفنز على موقع روتن توميتوز (الإنجليزية)
- آنسة ستيفنز على موقع قاعدة بيانات الأفلام العربية
- آنسة ستيفنز على موقع ألو سيني (الفرنسية)
- آنسة ستيفنز على موقع Turner Classic Movies (الإنجليزية)
- آنسة ستيفنز على موقع أول موفي (الإنجليزية)
- آنسة ستيفنز على موقع بوكس أوفيس موجو (الإنجليزية)
- آنسة ستيفنز على موقع فيلمافينيتي (الإسبانية)
- آنسة ستيفنز على موقع قاعدة بيانات الفيلم (الإنجليزية)